# SANKO MARKETING FOODS
株式会社SANKO MARKETING FOODS（さんこうマーケティングフーズ 英: SANKO MARKETING FOODS CO., LTD.）は、東京都新宿区に本社を、東京都中央区に本店を置く外食チェーンストアの1つである。

## 概要
「東方見聞録」、「月の雫」、「金の蔵」、「東京チカラめし」、「楽釜製麺所」、などのブランドで居酒屋及び飲食店を展開。
創業者の平林実が神田のガード下で開業した定食屋「三光亭」が社名の由来。バブル崩壊後、窮余の一策で取り組んだ個室型居酒屋「東方見聞録」がヒット、以降急激にチェーン展開を開始。
2021年6月末現在、直営店29店舗、運営受託店21店舗の計50店舗を展開する。
2021年10月1日付で、商号を株式会社三光マーケティングフーズから株式会社SANKO MARKETING FOODSへ変更した。

## 沿革
- 1975年9月 - 神田のガード下に定食屋「三光亭」を創業[6]。
- 1977年4月 - 有限会社三光フーズを設立。
- 1983年2月 - 株式会社三光フーズに改組。
- 1984年 - 渋谷に居酒屋「だいこんの花」を出店[6]。
- 1998年12月- 業界初の個室居酒屋「鶏屋東方見聞録」を新宿の地にて開業。
- 2002年10月 - 商号を株式会社三光マーケティングフーズへ変更。
- 2003年3月 - ジャスダック上場。
- 2004年9月 - 東京証券取引所2部へ上場。
- 2021年10月 - 商号を株式会社SANKO MARKETING FOODSへ変更。
- 2023年2月 - タイ王国におけるライセンシーであるON AND ON GROUP COMPANY LIMITED運営の元、「東京チカラめし」タイ第１号店をバンコク都に出店。

## 出来事
モンテローザが出店する「月の宴」が、「月の雫」の商標権を侵害しているとして裁判になった。3年にわたり争い、2006年に和解した。

## 店舗ブランド
- きんくら酒場「金の蔵」
- 炭火串焼「鶏屋東方見聞録」
- 豆冨料理「旬菜・鮮魚・豆富料理 月の雫」
- アカマル屋
- ゑびや
- デカ盛ナポリタン「東京スパゲッチ」（閉店済）
- 焼き牛丼「東京チカラめし」
- 定食「定食チカラめし」
- 讃岐うどん「楽釜製麺所」（閉店済）
- 食楽厨房「鶏屋 黄金の蔵」
- 旬味逸品「吉今」
- 元祖壁の穴 - 2020年9月に全店舗閉店。
- パスタ専門店「パスタmama」
- おふくろの味「ごはんや三光亭」
- まるが水産「まるがまる」

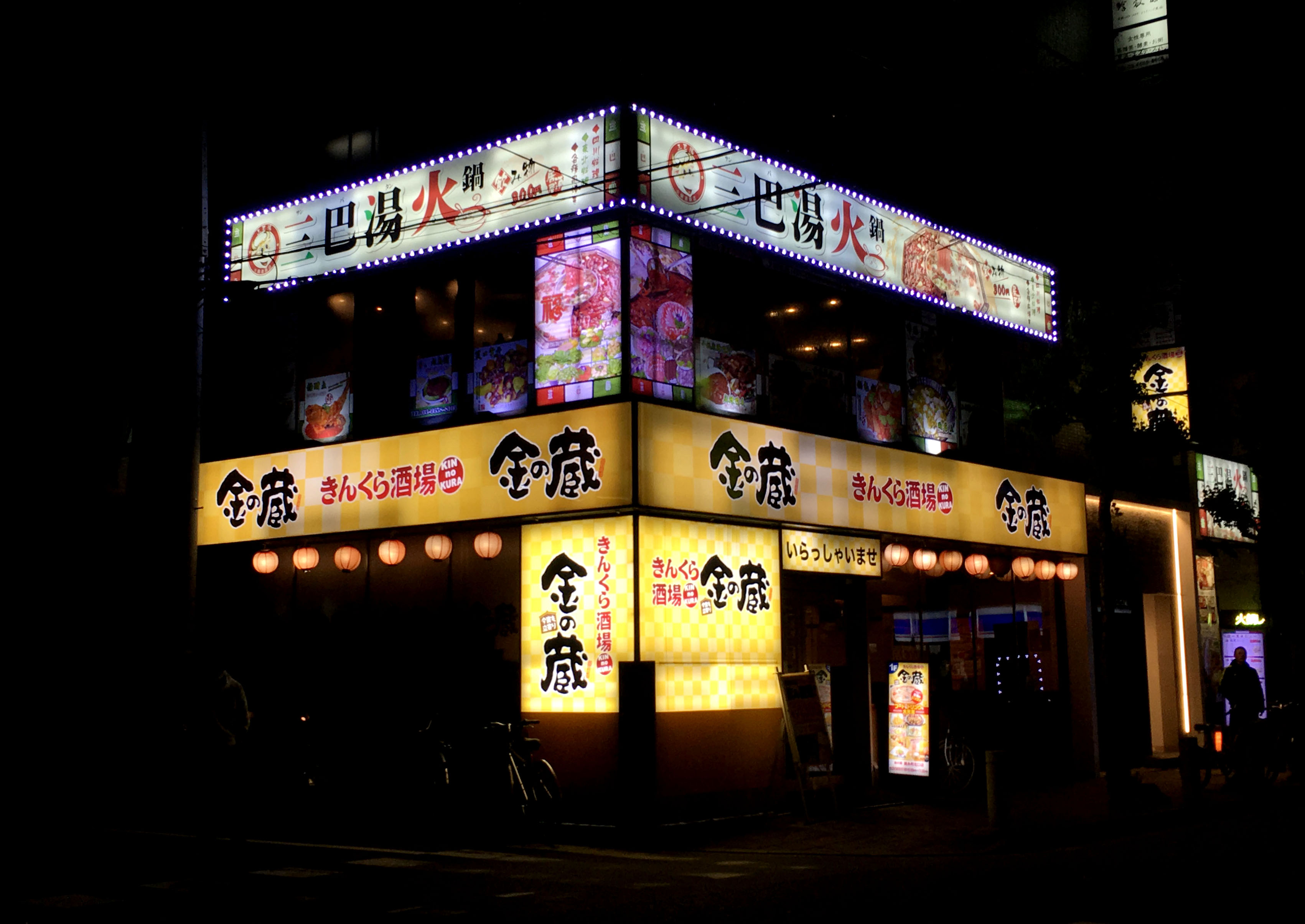
金の蔵（錦糸町北口店）

## テレビ番組
- 日経スペシャル カンブリア宮殿 激化する"270円居酒屋"戦争を 驚異の業績で勝抜く！（2010年12月2日、テレビ東京）[6]